# John Okey
Le colonel John Okey (24 août 1606 - 19 avril 1662) est un radical politique et religieux qui sert dans l'armée parlementaire pendant les guerres des Trois Royaumes. Régicide qui approuve l'exécution de Charles Ier en 1649, il s'enfuit en République néerlandaise après la restauration Stuart de 1660, mais est ramené en Angleterre et exécuté le 19 avril 1662.

## Biographie
John Okey est baptisé à St Giles-in-the-Fields à Londres le 24 août 1606, sixième enfant de William Okey et de sa femme, Margaret Whatly. Okey vient d'une famille éminente qui possède des biens à Londres ainsi que des armoiries.
Le 21 janvier 1630, John Okey épouse Susanna Pearson. Okey devient propriétaire d'une entreprise d'approvisionnement de navires en 1640. La première femme d'Okey, Susanna, est décédée et il se remarie avec Mary Blackwell en 1658 .
Avant le début de la guerre civile, Okey travaille comme chauffeur dans une brasserie. Lorsque la guerre civile commence, il s'enrôle dans l'armée parlementaire du comte d'Essex en tant que quartier-maître et devient l'un des hommes « humbles » qui accèdent à des postes de rang et de position plus élevés. Okey gravit rapidement les échelons en devenant capitaine de cavalerie, et plus tard il est major dans un régiment commandé par Arthur Hesilrige. Lorsque la New Model Army est formée en 1645, John Okey est nommé colonel d'un régiment de dragons, une forme de fantassins à cheval capables d'avancer rapidement, d'attaquer, puis de se retirer d'un engagement. Le régiment d'Okey acquiert une renommée durable pour ses actions à la bataille de Naseby, où ses dragons ouvrent le combat en tirant sur l'aile droite de la cavalerie royaliste depuis une position cachée à Sulby Hedges, et livrent ensuite probablement la première charge montée par des dragons anglais. Plus tard la même année, le régiment d'Okey sauve le régiment de cavalerie de John Butler alors qu'il est sur le point d'être vaincu par la cavalerie de Prince Rupert. Okey combat à Boroughbridge et à Bath dans le Somerset et est capturé par les royalistes lors du siège de Bristol, mais est libéré après la capitulation de la ville.
Le régiment d'Okey n'est pas particulièrement radical. Un activisme politique accru provoque cependant une agitation en juin 1647. En décembre 1647, une adresse loyale est présentée au commandant de la New Model Army, Thomas Fairfax, par de nombreuses troupes. Le régiment d'Okey sert plus tard dans la deuxième guerre civile dans le sud du Pays de Galles en 1648. La même année, Okey amène son régiment à combattre à la bataille de St Fagans ainsi qu'au siège du Château de Pembroke .

## Implication dans le procès et l'exécution de CharlesIer
En 1648, Okey est nommé commissaire à la Haute Cour de justice après que le roi est déclaré avoir « mené la guerre par trahison et malveillance contre le parlement actuel et le peuple qui y est représenté » et qu'il est jugé. Okey est l'un des 135 hommes qui sont sélectionnés et nommés par « une loi des communes réunies au Parlement » . Okey, avec environ 80 autres personnes (qui risquent toutes d'être étiquetées comme régicides), est activement impliqué dans le procès et est présent pour la plupart des audiences du tribunal. De plus, Okey est l'un des 59 qui signent l'arrêt de mort du roi, et est également accusé de maintenir la validité des actions entourant l'exécution de Charles Ier .

## Radicalisme religieux
John Okey est considéré comme un religieux radical et pratique à la fois comme baptiste et comme congrégationaliste. Cette perspective affecte sa carrière militaire.
En février 1652, après le retour d'Okey en Angleterre à la suite d'une excursion militaire en Écosse, Okey dépose une pétition au parlement concernant un certain nombre de réformes religieuses comme moyen de répandre l'Évangile et de réformer ce qu'il considère comme un ministère paroissial imparfait. Il existe également des preuves suggérant qu'Okey est impliqué dans la création de l'église baptiste de John Bunyan à Bedford en 1653.
À la suite de sa poursuite en tant que régicide, Okey est cité comme déclarant que ses actions et son fort engagement envers le congrégationalisme sont « pour la droiture et pour la justice et pour l'avancement d'une magistrature pieuse et d'un ministère pieux » .

## Pétition des trois colonels
En 1654, Okey signe la pétition des trois colonels, rédigée par le niveleur et le républicain John Wildman, avec les colonels Thomas Saunders et Matthew Alured qui critiquent Oliver Cromwell et le protectorat. Cela n'a pas réussi et bien que seul Alured ait été emprisonné, tous les trois sont mis à l'écart de la New Model Army,. Okey se retire dans le Bedfordshire, où il a beaucoup investi dans la terre, et est élu député du Bedfordshire au troisième parlement du protectorat de 1659.

## Arrestation et exécution
Dans le cadre du compromis politique qui permet la restauration de la monarchie à la fin de l'interrègne, le Parlement adopte la loi de grâce gratuite et générale, d'indemnité et d'oubli. En vertu de cette loi, la plupart des gens obtiennent un pardon général pour tous les crimes qu'ils ont commis pendant la guerre civile et pendant l'interrègne. Cependant, deux dizaines de personnes sont exclues de cette grâce. Les exceptions de certains crimes tels que le meurtre (sans autorisation accordée par le Roi ou le Parlement), la piraterie, la sodomie, le viol et la sorcellerie, et les personnes nommées dans l'acte telles que celles impliquées dans le régicide de Charles Ier.
Certains de ceux qui ont des raisons de croire qu'ils ne seraient pas inclus dans le pardon général, s'enfuient à l'étranger pour tenter d'échapper aux représailles royalistes. Okey, avec John Barkstead (en), part en Allemagne. En s'enfuyant à l'étranger, il perd le droit à un procès pour ses crimes présumés et est déclaré hors-la-loi.
En 1662, cependant, alors qu'il se trouve aux Pays-Bas, Okey est arrêté avec Barkstead et Miles Corbet par Sir George Downing, l'ambassadeur d'Angleterre à la cour néerlandaise. Les trois prisonniers sont immédiatement envoyés en Angleterre et, comme ils ont été déclarés hors la loi auparavant, leur procès tourne entièrement sur la question de l'identité .
Okey et ses compagnons sont exécutés à Tower Hill le 19 avril 1662 ; bien que condamnés à être pendus, tirés et écartelés, ils sont laissés pendus pendant plus de 20 minutes et étaient donc presque certainement morts avant d'être écartelés. L'autorisation a été accordée à Okey d'être enterré par sa famille à Stepney à côté de sa première femme, mais une foule nombreuse s'est rassemblée pour lui rendre hommage et il est enterré dans la Tour de Londres .

## Sources
- John Barkstead, John Okey et Miles Corbet, The speeches, discourses, and prayers, of Col. John Barkstead, Col. John Okey, and Mr. Miles Corbet, upon the 19th of April being the day of their suffering at Tyburn, London, 1662, 70–71 p. (lire en ligne)
- Ede-Borrett, « SOME NOTES ON THE RAISING AND ORIGINS OF COLONEL JOHN OKEY'S REGIMENT OF DRAGOONS, MARCH TO JUNE, 1645 », Journal of the Society for Army Historical Research, vol. 87, no 351,‎ 2009 (JSTOR 44231688)